# KDEBase
KDEBase有時稱為 kdebase-app，包含了運行在桌面上的程式。這個軟件包不是一個完整的收集用戶希望的應用程序，而是一套基本的應用程序，像 Plasma、Konqueror、Dolphin 和 Konsole。這些應用程序可以運行在 X11、Windows、MAC OS X 上。

## 軟體列表
- Dolphin：檔案管理程式。
- KAppFinder
- Kdepasswd：Unix 密碼指令的圖形前端
- kdialog
- keditbookmarks
- KFind：檔案搜尋工具
- KDE 資訊中心(KInfoCenter)
- Konqueror：網頁瀏覽器
- Konsole：終端機軟體。
- KWrite：輕量級的文字編輯器。
- Plasma

## 外部連結
- kdebase 組件使用手冊 （页面存档备份，存于）
- kdebase  API 參考手冊